# هامبرتو سيرانو
هامبرتو سيرانو (بالإسبانية: Humberto Serrano)‏ ممثل أرجنتيني من أصل أسباني (ولد يوم 21 مايو من العام 1942 في الكزار دي سان خوان)